# Hans Knappertsbusch

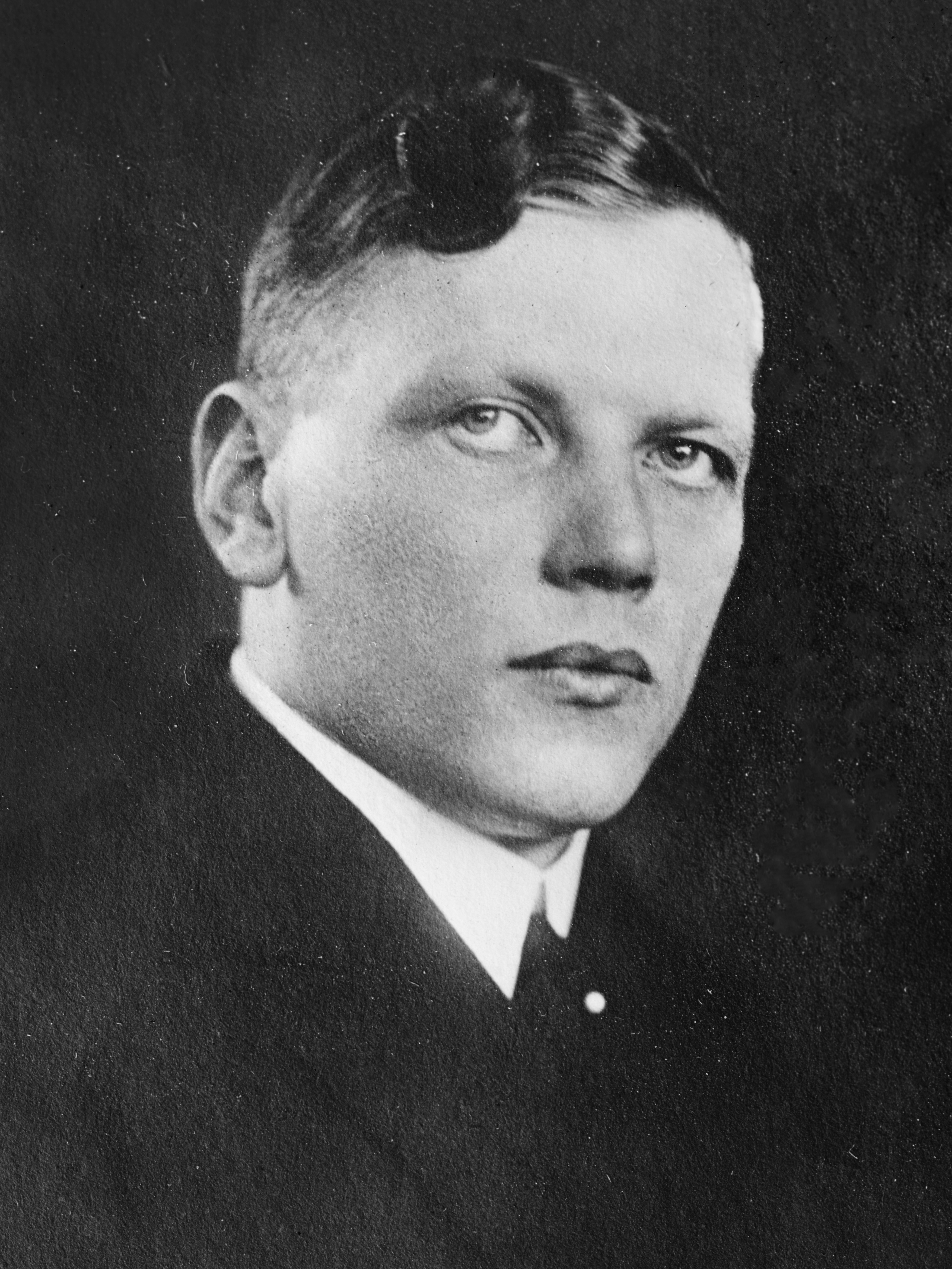
Hans Knappertsbusch

Hans Knappertsbusch (Elberfeld, 12 maart 1888 - München, 25 oktober 1965) was een Duits dirigent, die bekendstond om zijn uitvoeringen van de muziek van Richard Wagner, Anton Bruckner en Richard Strauss.
Knappertsbusch studeerde filosofie aan de Universiteit van Bonn en directie aan de Hochschule für Musik in Keulen bij Fritz Steinbach. Hij was een aantal seizoenen assistent bij Siegfried Wagner en Hans Richter bij de Bayreuther Festspiele. Hij was dirigent in Elberfeld (1913-1918), Leipzig (1918-1919) en Dessau (1919-1922). Toen Bruno Walter München verliet voor New York, volgde Knappertsbusch hem op als algemeen directeur en eerste dirigent van het Bayerisches Staatsorchester.
Knappertsbusch haalde zich de woede van Joseph Goebbels op de hals door aan een Duitse diplomaat in Nederland te vragen of hij een "Muss-Nazi" was (iemand die zich gedwongen voelde zich bij de Nazi’s aan te sluiten om zijn carrière te bevorderen): als gevolg hiervan werd zijn contract in München ontbonden. Aan het eind van de jaren dertig ging hij naar Wenen om bij de Wiener Staatsoper te dirigeren, en negeerde daarmee de nazi-politiek, die het Duitse artiesten niet toestond om in Oostenrijk te werken. Hij was een van de opkomende artiesten van de Salzburger Festspiele. Knappertsbusch bleef in Wenen en Salzburg dirigeren tijdens de Duitse bezetting van Oostenrijk.
Toen de Tweede Wereldoorlog was afgelopen, keerde Knappertsbusch terug naar München, maar bleef gastdirigent in Wenen en dirigeerde ook op de Bayreuther Festspiele. Hij was een van de favoriete dirigenten van de Wiener Philharmoniker. Hij hield niet van lange repetities, en hem werd weleens verweten dat hij lui zou zijn.
Veel van zijn opnamen, inclusief historische Decca-opnamen in stereo, zijn opnieuw op cd uitgebracht. Zijn opnamen uit 1951 en 1962 van Parsifal worden algemeen beschouwd als de referentie voor dit werk.